# جایزه گلدن گلوب بهترین فیلم – درام
جایزه گلدن گلوب بهترین فیلم – درام یکی از جوایز گلدن گلوب است که از سال ۱۹۴۴ هر ساله توسط انجمن مطبوعات خارجی هالیوود (HFPA) اعطا می‌شود. زمانی که جوایز معرفی شدند، یک بخش برای بهترین فیلم وجود داشت. با شروع نهمین مراسم گلدن گلوب، جوایز بازیگری و بهترین فیلم به دسته‌های درام و موزیکال یا کمدی تقسیم شدند. این جایزه به تهیه‌کنندگان فیلم تعلق می‌گیرد.

## دهه ۱۹۴۰
| مراسم                   | فیلم                       | کارگردان             | تهیه‌کننده/ها    |
| ----------------------- | -------------------------- | -------------------- | --------------- |
| نخستین مراسم گلدن گلوب  | آوای برنادت                | هنری کینگ (کارگردان) | ویلیام پرلبرگ   |
| دومین مراسم گلدن گلوب   | به راه خود می‌روم           | لئو مک‌کری            | لئو مک‌کری       |
| سومین مراسم گلدن گلوب   | تعطیلی ازدست‌رفته           | بیلی وایلدر          | چارلز براکت     |
| چهارمین مراسم گلدن گلوب | بهترین سال‌های زندگی ما     | ویلیام وایلر         | ساموئل گلدوین   |
| پنجمین مراسم گلدن گلوب  | قرارداد شرافتمندانه        | الیا کازان           | داریل اف. زانوک |
| ششمین مراسم گلدن گلوب   | جانی بلیندا (فیلم ۱۹۴۸)    | ژان نگولسکو          | جری والد        |
| ششمین مراسم گلدن گلوب   | گنج‌های سیرا مادره          | جان هیوستون          | هنری بلنکه      |
| هفتمین مراسم گلدن گلوب  | تمام مردان شاه (فیلم ۱۹۴۹) | رابرت راسن           | رابرت راسن      |
| هفتمین مراسم گلدن گلوب  | به اصطبل بیا               | هنری کاستر           | ساموئل جی. انگل |

## دهه ۱۹۵۰
| مراسم                     | فیلم                              | کارگردان                     | تهیه‌کننده/ها          |
| ------------------------- | --------------------------------- | ---------------------------- | --------------------- |
| هشتمین مراسم گلدن گلوب    | سانست بلوار                       | بیلی وایلدر                  | چارلز براکت           |
| هشتمین مراسم گلدن گلوب    | همه‌چیز درباره ایو                 | جوزف ال. منکیه‌ویچ            | داریل اف. زانوک       |
| هشتمین مراسم گلدن گلوب    | چشم‌وگوش‌بسته (فیلم ۱۹۵۰)           | جرج کیوکر                    | اس سیلوان سیمون       |
| هشتمین مراسم گلدن گلوب    | سیرانو دو برژراک (فیلم ۱۹۵۰)      | مایکل گوردون (کارگردان فیلم) | استنلی کریمر          |
| هشتمین مراسم گلدن گلوب    | هاروی (فیلم)                      | هنری کاستر                   | John Beck             |
| نهمین مراسم گلدن گلوب     | مکانی در آفتاب                    | جرج استیونز                  | جرج استیونز           |
| نهمین مراسم گلدن گلوب     | پیروزی درخشان                     | مارک رابسون                  | رابرت باکنر           |
| نهمین مراسم گلدن گلوب     | داستان کارآگاه (فیلم ۱۹۵۱)        | ویلیام وایلر                 | ویلیام وایلر          |
| نهمین مراسم گلدن گلوب     | کجا می‌روی (فیلم ۱۹۵۱)             | مروین لیروی                  | سام زیمبالیست         |
| نهمین مراسم گلدن گلوب     | اتوبوسی به نام هوس (فیلم ۱۹۵۱)    | الیا کازان                   | چارلز کی فلدمن        |
| دهمین مراسم گلدن گلوب     | بزرگ‌ترین نمایش روی زمین           | سیسیل بی. دمیل               | سیسیل بی. دمیل        |
| دهمین مراسم گلدن گلوب     | برگرد، شبای کوچک                  | دنیل من                      | هال بی. والیس         |
| دهمین مراسم گلدن گلوب     | The Happy Time                    | ریچارد فلایشر                | Earl Fenton           |
| دهمین مراسم گلدن گلوب     | نیمروز (فیلم)                     | فرد زینمان                   | استنلی کریمر          |
| دهمین مراسم گلدن گلوب     | دزد (فیلم ۱۹۵۲)                   | راسل راوز                    | کلارنس گرین           |
| یازدهمین مراسم گلدن گلوب  | ردا (فیلم)                        | هنری کاستر                   | فرانک راس (تهیه‌کننده) |
| دوازدهمین مراسم گلدن گلوب | در بارانداز                       | الیا کازان                   | سم اسپیگل             |
| سیزدهمین مراسم گلدن گلوب  | شرق بهشت (فیلم)                   | الیا کازان                   | الیا کازان            |
| چهاردهمین مراسم گلدن گلوب | دور دنیا در هشتاد روز (فیلم ۱۹۵۶) | مایکل اندرسون (کارگردان)     | Kevin McClory         |
| چهاردهمین مراسم گلدن گلوب | غول (فیلم ۱۹۵۶)                   | جرج استیونز                  | Henry Ginsberg        |
| چهاردهمین مراسم گلدن گلوب | شور زندگی (فیلم ۱۹۵۶)             | وینسنت مینلی                 | جان هاوسمن            |
| چهاردهمین مراسم گلدن گلوب | باران‌ساز (فیلم ۱۹۵۶)              | جوزف آنتونی                  | هال بی. والیس         |
| چهاردهمین مراسم گلدن گلوب | جنگ و صلح (فیلم ۱۹۵۶)             | کینگ ویدور                   | دینو د لائورنتیس      |
| پانزدهمین مراسم گلدن گلوب | پل رودخانه کوای                   | دیوید لین                    | سم اسپیگل             |
| پانزدهمین مراسم گلدن گلوب | ۱۲ مرد خشمگین (فیلم ۱۹۵۷)         | سیدنی لومت                   | هنری فوندا            |
| پانزدهمین مراسم گلدن گلوب | سایونارا                          | جاشوا لوگن                   | ویلیام گوتز           |
| پانزدهمین مراسم گلدن گلوب | باد وحشی است                      | جرج کیوکر                    | هال بی. والیس         |
| پانزدهمین مراسم گلدن گلوب | شاهدی برای محاکمه (فیلم ۱۹۵۷)     | بیلی وایلدر                  | آرتور هورنبلو، جونیور |
| شانزدهمین مراسم گلدن گلوب | ستیزه‌جویان                        | استنلی کریمر                 | استنلی کریمر          |
| شانزدهمین مراسم گلدن گلوب | گربه روی شیروانی داغ (فیلم ۱۹۵۸)  | ریچارد بروکس                 | لارنس واینگارتن       |
| شانزدهمین مراسم گلدن گلوب | Home Before Dark                  | مروین لیروی                  | مروین لیروی           |
| شانزدهمین مراسم گلدن گلوب | می‌خواهم زنده بمانم! (فیلم ۱۹۵۸)   | رابرت وایز                   | کلود میلر             |
| شانزدهمین مراسم گلدن گلوب | میزهای تک‌نفره                     | دلبرت من                     | Harold Hecht          |
| هفدهمین مراسم گلدن گلوب   | بن هور (فیلم ۱۹۵۹)                | ویلیام وایلر                 | سام زیمبالیست         |
| هفدهمین مراسم گلدن گلوب   | تشریح یک قتل                      | اتو پرمینگر                  | اتو پرمینگر           |
| هفدهمین مراسم گلدن گلوب   | خاطرات آنه فرانک (فیلم ۱۹۵۹)      | جرج استیونز                  | جرج استیونز           |
| هفدهمین مراسم گلدن گلوب   | داستان راهبه (فیلم)               | فرد زینمان                   | هنری بلنکه            |
| هفدهمین مراسم گلدن گلوب   | در ساحل (فیلم ۱۹۵۹)               | استنلی کریمر                 | استنلی کریمر          |

## دهه ۱۹۶۰
| مراسم                          | فیلم                                   | کارگردان                 | تهیه‌کننده/ها       |
| ------------------------------ | -------------------------------------- | ------------------------ | ------------------ |
| هجدهمین مراسم گلدن گلوب        | اسپارتاکوس (فیلم)                      | استنلی کوبریک            | کرک داگلاس         |
| هجدهمین مراسم گلدن گلوب        | المر گنتری (فیلم)                      | ریچارد بروکس             | Bernard Smith      |
| هجدهمین مراسم گلدن گلوب        | میراث باد (فیلم ۱۹۶۰)                  | استنلی کریمر             | استنلی کریمر       |
| هجدهمین مراسم گلدن گلوب        | پسران و عشاق (فیلم ۱۹۶۰)               | جک کاردیف                | جری والد           |
| هجدهمین مراسم گلدن گلوب        | طلوع در کمپوبلو                        | Vincent J. Donehue       | دور شری            |
| نوزدهمین مراسم گلدن گلوب       | توپ‌های ناوارون (فیلم)                  | جی. لی تامپسون           | کارل فورمن         |
| نوزدهمین مراسم گلدن گلوب       | ال سید (فیلم)                          | آنتونی مان               | Samuel Bronston    |
| نوزدهمین مراسم گلدن گلوب       | فنی (فیلم ۱۹۶۱)                        | جاشوا لوگن               | Ben Kadish         |
| نوزدهمین مراسم گلدن گلوب       | محاکمه در نورنبرگ                      | استنلی کریمر             | استنلی کریمر       |
| نوزدهمین مراسم گلدن گلوب       | شکوه علفزار                            | الیا کازان               | الیا کازان         |
| بیستمین مراسم گلدن گلوب        | لورنس عربستان (فیلم)                   | دیوید لین                | سم اسپیگل          |
| بیستمین مراسم گلدن گلوب        | The Chapman Report                     | جرج کیوکر                | داریل اف. زانوک    |
| بیستمین مراسم گلدن گلوب        | روزگار شراب و گل‌های سرخ                | بلیک ادواردز             | Martin Manulis     |
| بیستمین مراسم گلدن گلوب        | فروید: عشق مخفی                        | جان هیوستون              | Wolfgang Reinhardt |
| بیستمین مراسم گلدن گلوب        | ماجراهای یک مرد جوان همینگوی           | مارتین ریت               | جری والد           |
| بیستمین مراسم گلدن گلوب        | بازرس (فیلم ۱۹۶۲)                      | فیلیپ دان                | مارک رابسون        |
| بیستمین مراسم گلدن گلوب        | طولانی‌ترین روز (فیلم)                  | کن آناکین                | داریل اف. زانوک    |
| بیستمین مراسم گلدن گلوب        | معجزه‌گر                                | آرتور پن                 | Fred Coe           |
| بیستمین مراسم گلدن گلوب        | شورش در بونتی (فیلم ۱۹۶۲)              | لوئیس مایلستون           | Aaron Rosenberg    |
| بیستمین مراسم گلدن گلوب        | کشتن مرغ مقلد (فیلم)                   | رابرت مالیگن             | آلن جی پاکولا      |
| بیست و یکمین مراسم گلدن گلوب   | کاردینال (فیلم ۱۹۶۳)                   | اتو پرمینگر              | Martin C. Schute   |
| بیست و یکمین مراسم گلدن گلوب   | آمریکا، آمریکا                         | الیا کازان               | الیا کازان         |
| بیست و یکمین مراسم گلدن گلوب   | کاپیتان نیومن ام.دی.                   | دیوید میلر               | رابرت آرتور        |
| بیست و یکمین مراسم گلدن گلوب   | The Caretakers                         | هال بارتلت               | هال بارتلت         |
| بیست و یکمین مراسم گلدن گلوب   | کلئوپاترا (فیلم ۱۹۶۳)                  | جوزف ال. منکیه‌ویچ        | والتر وانگر        |
| بیست و یکمین مراسم گلدن گلوب   | فرار بزرگ (فیلم ۱۹۶۳)                  | جان استرجس               | جان استرجس         |
| بیست و یکمین مراسم گلدن گلوب   | هاد (فیلم)                             | مارتین ریت               | Irving Ravetch     |
| بیست و یکمین مراسم گلدن گلوب   | زنبق‌های مزرعه (فیلم ۱۹۶۳)              | رالف نلسون               | رالف نلسون         |
| بیست و دومین مراسم گلدن گلوب   | بکت (فیلم ۱۹۶۴)                        | پیتر گلنویل              | هال بی. والیس      |
| بیست و دومین مراسم گلدن گلوب   | The Chalk Garden                       | رونالد نیم               | راس هانتر          |
| بیست و دومین مراسم گلدن گلوب   | Dear Heart                             | دلبرت من                 | Martin Manulis     |
| بیست و دومین مراسم گلدن گلوب   | شب ایگوانا (فیلم)                      | جان هیوستون              | جان هیوستون        |
| بیست و دومین مراسم گلدن گلوب   | زوربای یونانی (فیلم)                   | مایکل کاکویانیس          | مایکل کاکویانیس    |
| بیست و سومین مراسم گلدن گلوب   | دکتر ژیواگو (فیلم)                     | دیوید لین                | کارلو پونتی        |
| بیست و سومین مراسم گلدن گلوب   | گردآورنده (فیلم ۱۹۶۵)                  | ویلیام وایلر             | Jud Kinberg        |
| بیست و سومین مراسم گلدن گلوب   | پرواز ققنوس                            | رابرت آلدریچ             | رابرت آلدریچ       |
| بیست و سومین مراسم گلدن گلوب   | تکه‌ای آبی                              | گای گرین                 | گای گرین           |
| بیست و سومین مراسم گلدن گلوب   | کشتی احمق‌ها (فیلم)                     | استنلی کریمر             | استنلی کریمر       |
| بیست و چهارمین مراسم گلدن گلوب | مردی برای تمام فصول                    | فرد زینمان               | فرد زینمان         |
| بیست و چهارمین مراسم گلدن گلوب | آزاد (فیلم)                            | جیمز هیل (کارگردان)      | Sam Jaffe          |
| بیست و چهارمین مراسم گلدن گلوب | حرفه‌ای‌ها (فیلم ۱۹۶۶)                   | ریچارد بروکس             | ریچارد بروکس       |
| بیست و چهارمین مراسم گلدن گلوب | دانه‌های شن (فیلم)                      | رابرت وایز               | رابرت وایز         |
| بیست و چهارمین مراسم گلدن گلوب | چه کسی از ویرجینیا وولف می‌ترسد؟ (فیلم) | مایک نیکولز              | ارنست لمان         |
| بیست و پنجمین مراسم گلدن گلوب  | در گرمای شب (فیلم)                     | نورمن جویسون             | والتر میریش        |
| بیست و پنجمین مراسم گلدن گلوب  | بانی و کلاید (فیلم)                    | آرتور پن                 | وارن بیتی          |
| بیست و پنجمین مراسم گلدن گلوب  | دور از اجتماع خشمگین (فیلم ۱۹۶۷)       | جان شلزینجر              | Joseph Janni       |
| بیست و پنجمین مراسم گلدن گلوب  | حدس بزن چه کسی برای شام می‌آید          | استنلی کریمر             | George Glass       |
| بیست و پنجمین مراسم گلدن گلوب  | در کمال خونسردی (فیلم ۱۹۶۷)            | ریچارد بروکس             | ریچارد بروکس       |
| بیست و ششمین مراسم گلدن گلوب   | شیر در زمستان (فیلم ۱۹۶۸)              | آنتونی هاروی             | Martin Poll        |
| بیست و ششمین مراسم گلدن گلوب   | چارلی (فیلم)                           | رالف نلسون               | رالف نلسون         |
| بیست و ششمین مراسم گلدن گلوب   | تعمیرکار (فیلم)                        | جان فرانکن‌هایمر          | Edward Lewis       |
| بیست و ششمین مراسم گلدن گلوب   | قلب یک شکارچی تنهاست (فیلم)            | رابرت الیس میلر          | Joel Freeman       |
| بیست و ششمین مراسم گلدن گلوب   | کفش‌های ماهیگیر                         | مایکل اندرسون (کارگردان) | جرج انگلند         |
| بیست و هفتمین مراسم گلدن گلوب  | یک‌هزار روز از آن                       | چارلز جروت               | هال بی. والیس      |
| بیست و هفتمین مراسم گلدن گلوب  | بوچ کسیدی و ساندنس کید                 | جرج روی هیل              | John Foreman       |
| بیست و هفتمین مراسم گلدن گلوب  | کابوی نیمه‌شب                           | جان شلزینجر              | جروم هلمن          |
| بیست و هفتمین مراسم گلدن گلوب  | بهار زندگی دوشیزه جین برودی (فیلم)     | رونالد نیم               | James Cresson      |
| بیست و هفتمین مراسم گلدن گلوب  | مگر آن‌ها اسب‌ها را خلاص نمی‌کنند؟        | سیدنی پولاک              | رابرت چارتوف       |

## دهه ۱۹۷۰
| مراسم                         | فیلم                                 | کارگردان             | تهیه‌کننده/ها                  |
| ----------------------------- | ------------------------------------ | -------------------- | ----------------------------- |
| بیست و هشتمین مراسم گلدن گلوب | داستان عشق (فیلم ۱۹۷۰)               | آرتور هیلر           | Howard G. Minsky              |
| بیست و هشتمین مراسم گلدن گلوب | فرودگاه (فیلم ۱۹۷۰)                  | جرج سیتون            | Ross Hunter                   |
| بیست و هشتمین مراسم گلدن گلوب | پنج قطعه آسان                        | باب رافلسون          | Robert Daley                  |
| بیست و هشتمین مراسم گلدن گلوب | هیچ‌گاه برای پدرم آواز نخواندم        | گیلبرت کیتس          | گیلبرت کیتس                   |
| بیست و هشتمین مراسم گلدن گلوب | پاتن (فیلم)                          | فرانکلین جی. شافنر   | Frank Caffey                  |
| بیست و نهمین مراسم گلدن گلوب  | ارتباط فرانسوی (فیلم)                | ویلیام فریدکین       | فیلیپ دانتونی                 |
| بیست و نهمین مراسم گلدن گلوب  | پرتقال کوکی (فیلم)                   | استنلی کوبریک        | Si Litvinoff                  |
| بیست و نهمین مراسم گلدن گلوب  | آخرین نمایش فیلم                     | پیتر باگدانوویچ      | Stephen J. Friedman           |
| بیست و نهمین مراسم گلدن گلوب  | ماری، ملکه اسکاتلند (فیلم ۱۹۷۱)      | چارلز جروت           | Hal B. Wallis                 |
| بیست و نهمین مراسم گلدن گلوب  | تابستان ۴۲                           | Robert Mulligan      | Richard A. Roth               |
| سی‌امین مراسم گلدن گلوب        | پدرخوانده                            | فرانسیس فورد کوپولا  | آلبر اس. رودی                 |
| سی‌امین مراسم گلدن گلوب        | بازماندگان (فیلم ۱۹۷۲)               | جان بورمن            | جان بورمن                     |
| سی‌امین مراسم گلدن گلوب        | جنون (فیلم ۱۹۷۲)                     | آلفرد هیچکاک         | William Hill                  |
| سی‌امین مراسم گلدن گلوب        | جهنم زیر و رو                        | Ronald Neame         | ایروین آلن                    |
| سی‌امین مراسم گلدن گلوب        | کارآگاه (فیلم ۱۹۷۲)                  | Joseph L. Mankiewicz | Morton Gottlieb               |
| سی و یکمین مراسم گلدن گلوب    | جن‌گیر (فیلم)                         | ویلیام فریدکین       | ویلیام پیتر بلتی              |
| سی و یکمین مراسم گلدن گلوب    | آزادی سیندرلا                        | مارک رایدل           | مارک رایدل                    |
| سی و یکمین مراسم گلدن گلوب    | روز شغال (فیلم)                      | Fred Zinnemann       | John Woolf                    |
| سی و یکمین مراسم گلدن گلوب    | آخرین تانگو در پاریس                 | برناردو برتولوچی     | آلبرتو گریمالدی               |
| سی و یکمین مراسم گلدن گلوب    | ببر را نجات بده                      | جان جی. آویلدسن      | Edward S. Feldman             |
| سی و یکمین مراسم گلدن گلوب    | سرپیکو                               | Sidney Lumet         | Dino De Laurentiis            |
| سی و دومین مراسم گلدن گلوب    | محله چینی‌ها (فیلم ۱۹۷۴)              | رومن پولانسکی        | رابرت اوانز                   |
| سی و دومین مراسم گلدن گلوب    | مکالمه (فیلم)                        | Francis Ford Coppola | Francis Ford Coppola          |
| سی و دومین مراسم گلدن گلوب    | زمین‌لرزه (فیلم ۱۹۷۴)                 | Mark Robson          | Mark Robson                   |
| سی و دومین مراسم گلدن گلوب    | پدرخوانده: قسمت دوم                  | Francis Ford Coppola | Francis Ford Coppola          |
| سی و دومین مراسم گلدن گلوب    | زنی تحت تأثیر                        | جان کاساوتیس         | Sam Shaw                      |
| سی و سومین مراسم گلدن گلوب    | دیوانه از قفس پرید                   | میلوش فورمن          | مایکل داگلاس                  |
| سی و سومین مراسم گلدن گلوب    | بری لیندون                           | Stanley Kubrick      | Stanley Kubrick               |
| سی و سومین مراسم گلدن گلوب    | بعدازظهر سگی                         | Sidney Lumet         | مارتین برگمن                  |
| سی و سومین مراسم گلدن گلوب    | آرواره‌ها                             | استیون اسپیلبرگ      | دیوید براون (تهیه‌کننده)       |
| سی و سومین مراسم گلدن گلوب    | نشویل (فیلم)                         | رابرت آلتمن          | رابرت آلتمن                   |
| سی و چهارمین مراسم گلدن گلوب  | راکی                                 | جان جی. آویلدسن      | رابرت چارتوف and اروین وینکلر |
| سی و چهارمین مراسم گلدن گلوب  | همه مردان رئیس‌جمهور (فیلم)           | Alan J. Pakula       | Walter Coblenz                |
| سی و چهارمین مراسم گلدن گلوب  | در راه افتخار                        | هال اشبی             | Robert Blumofe                |
| سی و چهارمین مراسم گلدن گلوب  | شبکه (فیلم ۱۹۷۶)                     | Sidney Lumet         | Howard Gottfried              |
| سی و چهارمین مراسم گلدن گلوب  | Voyage of the Damned                 | استوارت روزنبرگ      | Robert Fryer                  |
| سی و پنجمین مراسم گلدن گلوب   | نقطه عطف (فیلم ۱۹۷۷)                 | هربرت راس            | آرتور لورنتس                  |
| سی و پنجمین مراسم گلدن گلوب   | برخورد نزدیک از نوع سوم              | Steven Spielberg     | جولیا فیلیپس                  |
| سی و پنجمین مراسم گلدن گلوب   | هرگز بهت قول باغ گل رز را نداده بودم | Anthony Page         | Daniel H. Blatt               |
| سی و پنجمین مراسم گلدن گلوب   | جولیا (فیلم ۱۹۷۷)                    | Fred Zinnemann       | Richard A. Roth               |
| سی و پنجمین مراسم گلدن گلوب   | جنگ ستارگان (فیلم)                   | جرج لوکاس            | گری کورتز                     |
| سی و ششمین مراسم گلدن گلوب    | قطار سریع‌السیر نیمه‌شب                | آلن پارکر            | الن مارشال                    |
| سی و ششمین مراسم گلدن گلوب    | بازگشت به وطن                        | Hal Ashby            | رابرت سی. جونز                |
| سی و ششمین مراسم گلدن گلوب    | روزهای بهشت                          | ترنس مالیک           | Bert Schneider                |
| سی و ششمین مراسم گلدن گلوب    | شکارچی گوزن                          | مایکل چیمینو         | Barry Spikings                |
| سی و ششمین مراسم گلدن گلوب    | زن مجرد                              | پل مازورسکی          | پل مازورسکی                   |
| سی و هفتمین مراسم گلدن گلوب   | کریمر علیه کریمر                     | رابرت بنتون          | استنلی آر. جفی                |
| سی و هفتمین مراسم گلدن گلوب   | اینک آخرالزمان                       | Francis Ford Coppola | Francis Ford Coppola          |
| سی و هفتمین مراسم گلدن گلوب   | سندرم چین                            | جیمز بریجز           | Michael Douglas               |
| سی و هفتمین مراسم گلدن گلوب   | منهتن (فیلم ۱۹۷۹)                    | وودی آلن             | چارلز اچ. جافی                |
| سی و هفتمین مراسم گلدن گلوب   | نورما ری                             | Martin Ritt          | Alexandra Rose                |

## دهه ۱۹۸۰
| مراسم                         | فیلم                             | کارگردان              | تهیه‌کننده/ها            |
| ----------------------------- | -------------------------------- | --------------------- | ----------------------- |
| سی و هشتمین مراسم گلدن گلوب   | مردم معمولی                      | رابرت ردفورد          | Ronald L. Schwary       |
| سی و هشتمین مراسم گلدن گلوب   | مرد فیل‌نما (فیلم)                | دیوید لینچ            | Jonathan Sanger         |
| سی و هشتمین مراسم گلدن گلوب   | The Ninth Configuration          | William Peter Blatty  | William Peter Blatty    |
| سی و هشتمین مراسم گلدن گلوب   | گاو خشمگین                       | مارتین اسکورسیزی      | Robert Chartoff         |
| سی و هشتمین مراسم گلدن گلوب   | بدل‌کار (فیلم)                    | ریچارد راش (کارگردان) | ریچارد راش (کارگردان)   |
| سی و نهمین مراسم گلدن گلوب    | کنار برکه طلایی                  | مارک رایدل            | Bruce Gilbert           |
| سی و نهمین مراسم گلدن گلوب    | زن ستوان فرانسوی                 | کارل رایس             | Leon Clore              |
| سی و نهمین مراسم گلدن گلوب    | شاهزاده شهر                      | Sidney Lumet          | Sidney Lumet            |
| سی و نهمین مراسم گلدن گلوب    | رگتایم (فیلم)                    | Miloš Forman          | Dino De Laurentiis      |
| سی و نهمین مراسم گلدن گلوب    | سرخ‌ها                            | Warren Beatty         | Warren Beatty           |
| چهلمین مراسم گلدن گلوب        | ئی.تی. موجود فرازمینی            | استیون اسپیلبرگ       | Steven Spielberg        |
| چهلمین مراسم گلدن گلوب        | گمشده (فیلم ۱۹۸۲)                | کوستا گاوراس          | Edward Lewis            |
| چهلمین مراسم گلدن گلوب        | یک افسر و یک جنتل‌من              | تیلور هاکفورد         | Martin Elfand           |
| چهلمین مراسم گلدن گلوب        | انتخاب سوفی                      | Alan J. Pakula        | Alan J. Pakula          |
| چهلمین مراسم گلدن گلوب        | حکم (فیلم ۱۹۸۲)                  | Sidney Lumet          | David Brown             |
| چهل و یکمین مراسم گلدن گلوب   | شرایط مهرورزی                    | جیمز ال. بروکس        | James L. Brooks         |
| چهل و یکمین مراسم گلدن گلوب   | روبن، روبن                       | Robert Ellis Miller   | جولیوس جی. اپستاین      |
| چهل و یکمین مراسم گلدن گلوب   | مردان واقعی (فیلم)               | فیلیپ کافمن           | اروین وینکلر            |
| چهل و یکمین مراسم گلدن گلوب   | سیلک‌وود                          | Mike Nichols          | Alice Arlen             |
| چهل و یکمین مراسم گلدن گلوب   | بخشش‌های محبت‌آمیز                 | بروس برسفورد          | Philip Hobel            |
| چهل و دومین مراسم گلدن گلوب   | آمادئوس (فیلم)                   | میلوش فورمن           | سائول زانتز             |
| چهل و دومین مراسم گلدن گلوب   | انجمن پنبه                       | Francis Ford Coppola  | رابرت اوانز             |
| چهل و دومین مراسم گلدن گلوب   | میدان‌های کشتار (فیلم)            | رولند جافه            | دیوید پاتنام            |
| چهل و دومین مراسم گلدن گلوب   | مکان‌هایی در قلب                  | Robert Benton         | Robert Benton           |
| چهل و دومین مراسم گلدن گلوب   | داستان یک سرباز                  | Norman Jewison        | Norman Jewison          |
| چهل و سومین مراسم گلدن گلوب   | خارج از آفریقا (فیلم)            | سیدنی پولاک           | Sydney Pollack          |
| چهل و سومین مراسم گلدن گلوب   | رنگ ارغوانی (فیلم ۱۹۸۵)          | Steven Spielberg      | Steven Spielberg        |
| چهل و سومین مراسم گلدن گلوب   | بوسه زن عنکبوتی (فیلم)           | هکتور بابنکو          | David Weisman           |
| چهل و سومین مراسم گلدن گلوب   | قطار افسارگسیخته                 | آندری کونچالوفسکی     | Richard Garcia          |
| چهل و سومین مراسم گلدن گلوب   | شاهد (فیلم ۱۹۸۵)                 | پیتر ویر              | Edward S. Feldman       |
| چهل و چهارمین مراسم گلدن گلوب | جوخه (فیلم ۱۹۸۶)                 | الیور استون           | آرنولد کوپلسون          |
| چهل و چهارمین مراسم گلدن گلوب | فرزندان یک خدای کوچکتر           | Randa Haines          | Chris Bender            |
| چهل و چهارمین مراسم گلدن گلوب | مأموریت (فیلم ۱۹۸۶)              | Roland Joffé          | Fernando Ghia           |
| چهل و چهارمین مراسم گلدن گلوب | مونا لیزا (فیلم)                 | نیل جردن              | استیون وولی             |
| چهل و چهارمین مراسم گلدن گلوب | اتاقی با یک چشم‌انداز (فیلم ۱۹۸۵) | جیمز آیووری           | اسماعیل مرچنت           |
| چهل و چهارمین مراسم گلدن گلوب | کنار من بمان (فیلم)              | راب راینر             | Bruce A. Evans          |
| چهل و پنجمین مراسم گلدن گلوب  | آخرین امپراتور                   | برناردو برتولوچی      | جرمی توماس              |
| چهل و پنجمین مراسم گلدن گلوب  | آزادی را فریاد کن                | ریچارد اتنبرا         | ریچارد اتنبرا           |
| چهل و پنجمین مراسم گلدن گلوب  | امپراتوری خورشید (فیلم)          | Steven Spielberg      | کاتلین کندی (تهیه‌کننده) |
| چهل و پنجمین مراسم گلدن گلوب  | جذابیت مرگبار                    | آدریان لین            | Stanley R. Jaffe        |
| چهل و پنجمین مراسم گلدن گلوب  | La Bamba                         | سیلوا والدز           | Stuart Benjamin         |
| چهل و پنجمین مراسم گلدن گلوب  | دیوانه (فیلم ۱۹۸۷)               | Martin Ritt           | Teri Schwartz           |
| چهل و ششمین مراسم گلدن گلوب   | مرد بارانی (فیلم ۱۹۸۸)           | بری لوینسون           | مارک جانسون             |
| چهل و ششمین مراسم گلدن گلوب   | جهانگرد اتفاقی (فیلم)            | لارنس کاسدان          | Phyllis Carlyle         |
| چهل و ششمین مراسم گلدن گلوب   | فریادی در تاریکی                 | فرد شپیسی             | یورام گلوباس            |
| چهل و ششمین مراسم گلدن گلوب   | گوریل‌ها در مه                    | مایکل اپتد            | پیتر گوبر               |
| چهل و ششمین مراسم گلدن گلوب   | میسیسیپی می‌سوزد                  | Alan Parker           | رابرت اف.کالسبری        |
| چهل و ششمین مراسم گلدن گلوب   | ازنفس‌افتاده (فیلم ۱۹۸۸)          | Sidney Lumet          | گریفین دان              |
| چهل و ششمین مراسم گلدن گلوب   | سبکی تحمل‌ناپذیر هستی (فیلم)      | Philip Kaufman        | Bertil Ohlsson          |
| چهل و هفتمین مراسم گلدن گلوب  | متولد چهارم جولای                | الیور استون           | آلکساندر کیتمن هو       |
| چهل و هفتمین مراسم گلدن گلوب  | جنایت و جنحه                     | Woody Allen           | Charles H. Joffe        |
| چهل و هفتمین مراسم گلدن گلوب  | انجمن شاعران مرده                | Peter Weir            | پال یونگر ویت           |
| چهل و هفتمین مراسم گلدن گلوب  | کار درست را بکن                  | اسپایک لی             | اسپایک لی               |
| چهل و هفتمین مراسم گلدن گلوب  | افتخار (فیلم ۱۹۸۹)               | ادوارد زوئیک          | Freddie Fields          |

## دهه ۱۹۹۰
| مراسم                           | فیلم                        | کارگردان             | تهیه‌کننده/ها                          |
| ------------------------------- | --------------------------- | -------------------- | ------------------------------------- |
| چهل و هشتمین مراسم گلدن گلوب    | رقصنده با گرگ‌ها             | کوین کاستنر          | Jim Wilson and کوین کاستنر            |
| چهل و هشتمین مراسم گلدن گلوب    | آوالون (فیلم)               | Barry Levinson       | Mark Johnson                          |
| چهل و هشتمین مراسم گلدن گلوب    | پدرخوانده: قسمت سوم         | Francis Ford Coppola | Francis Ford Coppola                  |
| چهل و هشتمین مراسم گلدن گلوب    | رفقای خوب                   | Martin Scorsese      | Irwin Winkler                         |
| چهل و هشتمین مراسم گلدن گلوب    | برگشتن بخت                  | باربت شرودر          | ادوارد آر. پرسمن                      |
| چهل و نهمین مراسم گلدن گلوب     | باگزی                       | بری لوینسون          | Warren Beatty                         |
| چهل و نهمین مراسم گلدن گلوب     | جی‌اف‌کی (فیلم)               | Oliver Stone         | آرنان میلشان                          |
| چهل و نهمین مراسم گلدن گلوب     | شاهزاده جزر و مد            | باربارا استرایسند    | Andrew Karsch                         |
| چهل و نهمین مراسم گلدن گلوب     | سکوت بره‌ها (فیلم)           | جاناتان دمی          | Kenneth Utt                           |
| چهل و نهمین مراسم گلدن گلوب     | تلما و لوییز                | ریدلی اسکات          | Mimi Polk Gitlin                      |
| پنجاهمین مراسم گلدن گلوب        | بوی خوش یک زن (فیلم ۱۹۹۲)   | مارتین برست          | مارتین برست                           |
| پنجاهمین مراسم گلدن گلوب        | بازی گریه                   | Neil Jordan          | Stephen Woolley                       |
| پنجاهمین مراسم گلدن گلوب        | چند مرد خوب                 | Rob Reiner           | David Brown                           |
| پنجاهمین مراسم گلدن گلوب        | هواردز اند (فیلم)           | James Ivory          | Ismail Merchant                       |
| پنجاهمین مراسم گلدن گلوب        | نابخشوده (فیلم ۱۹۹۲)        | کلینت ایستوود        | کلینت ایستوود                         |
| پنجاه و یکمین مراسم گلدن گلوب   | فهرست شیندلر                | استیون اسپیلبرگ      | استیون اسپیلبرگ                       |
| پنجاه و یکمین مراسم گلدن گلوب   | عصر معصومیت (فیلم ۱۹۹۳)     | Martin Scorsese      | باربارا دی فینا                       |
| پنجاه و یکمین مراسم گلدن گلوب   | به نام پدر (فیلم ۱۹۹۳)      | Jim Sheridan         | Jim Sheridan                          |
| پنجاه و یکمین مراسم گلدن گلوب   | پیانو (فیلم)                | جین کمپیون           | جین کمپیون                            |
| پنجاه و یکمین مراسم گلدن گلوب   | بازمانده روز (فیلم)         | James Ivory          | Ismail Merchant                       |
| پنجاه و دومین مراسم گلدن گلوب   | فارست گامپ                  | رابرت زمکیس          | وندی فینرمن                           |
| پنجاه و دومین مراسم گلدن گلوب   | افسانه‌های خزان              | Edward Zwick         | مارشال هرسکوویتز                      |
| پنجاه و دومین مراسم گلدن گلوب   | نل                          | Michael Apted        | جودی فاستر                            |
| پنجاه و دومین مراسم گلدن گلوب   | داستان عامه‌پسند             | کوئنتین تارانتینو    | لارنس بندر                            |
| پنجاه و دومین مراسم گلدن گلوب   | مسابقه تلویزیونی            | Robert Redford       | Robert Redford                        |
| پنجاه و سومین مراسم گلدن گلوب   | عقل و احساس (فیلم)          | انگ لی               | Laurie Borg                           |
| پنجاه و سومین مراسم گلدن گلوب   | آپولو ۱۳ (فیلم)             | ران هاوارد           | برایان گریزر                          |
| پنجاه و سومین مراسم گلدن گلوب   | شجاع‌دل                      | مل گیبسون            | مل گیبسون                             |
| پنجاه و سومین مراسم گلدن گلوب   | پل‌های مدیسون کانتی (فیلم)   | Clint Eastwood       | Clint Eastwood                        |
| پنجاه و سومین مراسم گلدن گلوب   | ترک لاس وگاس                | مایک فیگیس           | Lila Cazès                            |
| پنجاه و چهارمین مراسم گلدن گلوب | بیمار انگلیسی (فیلم)        | آنتونی مینگلا        | Saul Zaentz                           |
| پنجاه و چهارمین مراسم گلدن گلوب | شکستن امواج                 | لارس فون تریه        | Peter Aalbæk Jensen                   |
| پنجاه و چهارمین مراسم گلدن گلوب | مردم علیه لری فلینت         | Miloš Forman         | Oliver Stone                          |
| پنجاه و چهارمین مراسم گلدن گلوب | رازها و دروغ‌ها              | مایک لی              | Simon Channing-Williams               |
| پنجاه و چهارمین مراسم گلدن گلوب | درخشش (فیلم ۱۹۹۶)           | اسکات هیکس           | Jane Scott                            |
| پنجاه و پنجمین مراسم گلدن گلوب  | تایتانیک (فیلم ۱۹۹۷)        | جیمز کامرون          | جیمز کامرون and جان لاندو (تهیه‌کننده) |
| پنجاه و پنجمین مراسم گلدن گلوب  | آمیستاد                     | Steven Spielberg     | دبی آلن                               |
| پنجاه و پنجمین مراسم گلدن گلوب  | بوکسور (فیلم ۱۹۹۷)          | جیم شریدان           | Arthur Lappin                         |
| پنجاه و پنجمین مراسم گلدن گلوب  | ویل هانتینگ نابغه           | گاس ون سنت           | Lawrence Bender                       |
| پنجاه و پنجمین مراسم گلدن گلوب  | محرمانه لس آنجلس (فیلم)     | کرتیس هنسن           | کرتیس هنسن                            |
| پنجاه و ششمین مراسم گلدن گلوب   | نجات سرباز رایان            | استیون اسپیلبرگ      | Steven Spielberg                      |
| پنجاه و ششمین مراسم گلدن گلوب   | الیزابت (فیلم)              | شکهار کاپور          | تیم بوان                              |
| پنجاه و ششمین مراسم گلدن گلوب   | خدایان و هیولاها            | بیل کاندن            | Paul Colichman                        |
| پنجاه و ششمین مراسم گلدن گلوب   | نجواگر اسب (فیلم)           | Robert Redford       | Patrick Markey                        |
| پنجاه و ششمین مراسم گلدن گلوب   | نمایش ترومن                 | Peter Weir           | Edward S. Feldman                     |
| پنجاه و هفتمین مراسم گلدن گلوب  | زیبای آمریکایی (فیلم ۱۹۹۹)  | سم مندس              | بروس کوهن                             |
| پنجاه و هفتمین مراسم گلدن گلوب  | پایان رابطه (فیلم ۱۹۹۹)     | Neil Jordan          | Neil Jordan                           |
| پنجاه و هفتمین مراسم گلدن گلوب  | طوفان (فیلم ورزشی ۱۹۹۹)     | Norman Jewison       | Armyan Bernstein                      |
| پنجاه و هفتمین مراسم گلدن گلوب  | نفوذی (فیلم ۱۹۹۹)           | مایکل مان            | Pieter Jan Brugge                     |
| پنجاه و هفتمین مراسم گلدن گلوب  | آقای ریپلی بااستعداد (فیلم) | Anthony Minghella    | William Horberg                       |

## دهه ۲۰۰۰
| مراسم                          | فیلم                           | کارگردان                   | تهیه‌کننده‌ها |
| ------------------------------ | ------------------------------ | -------------------------- | --- |
| پنجاه و هشتمین مراسم گلدن گلوب | گلادیاتور (فیلم ۲۰۰۰)          | ریدلی اسکات                | داگلاس ویک |
| پنجاه و هشتمین مراسم گلدن گلوب | بیلی الیوت                     | استیون دالدری              | Charles Brand |
| پنجاه و هشتمین مراسم گلدن گلوب | ارین براکویچ                   | استیون سودربرگ             | دنی دویتو |
| پنجاه و هشتمین مراسم گلدن گلوب | نور خورشید (فیلم ۱۹۹۹)         | ایشتوان سابو               | András Hámori |
| پنجاه و هشتمین مراسم گلدن گلوب | قاچاق (فیلم ۲۰۰۰)              | Steven Soderbergh          | Edward Zwick |
| پنجاه و هشتمین مراسم گلدن گلوب | پسران شگفت‌انگیز (فیلم)         | Curtis Hanson              | Curtis Hanson |
| پنجاه و نهمین مراسم گلدن گلوب  | ذهن زیبا                       | ران هاوارد                 | برایان گریزر |
| پنجاه و نهمین مراسم گلدن گلوب  | در اتاق خواب                   | تاد فیلد                   | Todd Field |
| پنجاه و نهمین مراسم گلدن گلوب  | ارباب حلقه‌ها: یاران حلقه       | پیتر جکسون                 | Peter Jackson, باری ام آزبرن، فرن والش                                                                                            |
| پنجاه و نهمین مراسم گلدن گلوب  | مردی که آنجا نبود              | برادران کوئن               | برادران کوئن |
| پنجاه و نهمین مراسم گلدن گلوب  | جاده مالهالند (فیلم)           | دیوید لینچ                 | Pierre Edelman |
| شصتمین مراسم گلدن گلوب         | ساعت‌ها (فیلم ۲۰۰۲)             | استیون دالدری              | Robert Fox and اسکات رودین |
| شصتمین مراسم گلدن گلوب         | درباره اشمیت                   | الکساندر پین               | Michael Besman |
| شصتمین مراسم گلدن گلوب         | دارودسته‌های نیویورکی           | مارتین اسکورسیزی           | آلبرتو گریمالدی |
| شصتمین مراسم گلدن گلوب         | ارباب حلقه‌ها: دو برج           | پیتر جکسون                 | Peter Jackson, باری ام آزبرن، فرن والش                                                                                            |
| شصتمین مراسم گلدن گلوب         | پیانیست (فیلم)                 | رومن پولانسکی              | رومن پولانسکی |
| شصت و یکمین مراسم گلدن گلوب    | ارباب حلقه‌ها: بازگشت پادشاه    | پیتر جکسون                 | Peter Jackson, باری ام آزبرن، فرن والش                                                                                            |
| شصت و یکمین مراسم گلدن گلوب    | کوهستان سرد                    | آنتونی مینگلا              | آلبرت برگر |
| شصت و یکمین مراسم گلدن گلوب    | ناخدا و فرمانده: آخر دنیا      | پیتر ویر                   | پیتر ویر |
| شصت و یکمین مراسم گلدن گلوب    | رودخانه مرموز                  | کلینت ایستوود              | رابرت لورنتس |
| شصت و یکمین مراسم گلدن گلوب    | سیبیسکوت (فیلم)                | گری راس                    | کاتلین کندی (تهیه‌کننده) |
| شصت و دومین مراسم گلدن گلوب    | هوانورد (فیلم ۲۰۰۴)            | مارتین اسکورسیزی           | مایکل مان |
| شصت و دومین مراسم گلدن گلوب    | نزدیک‌تر (فیلم ۲۰۰۴)            | Mike Nichols               | پاتریک ماربر |
| شصت و دومین مراسم گلدن گلوب    | در جستجوی ناکجاآباد            | مارک فورستر                | ریچارد ان. گلدستاین |
| شصت و دومین مراسم گلدن گلوب    | هتل رواندا                     | تری جرج                    | Terry George |
| شصت و دومین مراسم گلدن گلوب    | کینزی (فیلم)                   | Bill Condon                | Gail Mutrux |
| شصت و دومین مراسم گلدن گلوب    | محبوب میلیون دلاری             | کلینت ایستوود              | Clint Eastwood, آلبر اس. رودی، تام روزنبرگ                                                                                        |
| شصت و سومین مراسم گلدن گلوب    | کوهستان بروکبک                 | انگ لی                     | دایانا اسانا |
| شصت و سومین مراسم گلدن گلوب    | باغبان وفادار (فیلم)           | فرناندو میرلس              | سیمون چنینگ ویلیامز |
| شصت و سومین مراسم گلدن گلوب    | شب‌بخیر و موفق باشید            | جرج کلونی                  | گرانت هسلو |
| شصت و سومین مراسم گلدن گلوب    | سابقه خشونت                    | دیوید کراننبرگ             | کریس بندر (تهیه‌کننده) |
| شصت و سومین مراسم گلدن گلوب    | امتیاز نهایی                   | Woody Allen                | لتی آرونسون |
| شصت و چهارمین مراسم گلدن گلوب  | بابل (فیلم ۲۰۰۶ آمریکایی)      | الخاندرو گونسالس اینیاریتو | استیو گولین |
| شصت و چهارمین مراسم گلدن گلوب  | بابی (فیلم ۲۰۰۶)               | امیلیو استوس               | آنتونی هاپکینز |
| شصت و چهارمین مراسم گلدن گلوب  | رفتگان                         | مارتین اسکورسیزی           | برد گری |
| شصت و چهارمین مراسم گلدن گلوب  | بچه‌های کوچک (فیلم)             | Todd Field                 | Albert Berger |
| شصت و چهارمین مراسم گلدن گلوب  | ملکه (فیلم ۲۰۰۶)               | استیون فریرز               | François Ivernel |
| شصت و پنجمین مراسم گلدن گلوب   | تاوان (فیلم ۲۰۰۷)              | جو رایت                    | تیم بوان |
| شصت و پنجمین مراسم گلدن گلوب   | گانگستر آمریکایی (فیلم)        | Ridley Scott               | Brian Grazer |
| شصت و پنجمین مراسم گلدن گلوب   | قول‌های شرقی                    | David Cronenberg           | Paul Webster |
| شصت و پنجمین مراسم گلدن گلوب   | مناظره‌کنندگان بزرگ             | دنزل واشینگتن              | اپرا وینفری |
| شصت و پنجمین مراسم گلدن گلوب   | مایکل کلیتون                   | تونی گیلروی                | Sydney Pollack |
| شصت و پنجمین مراسم گلدن گلوب   | جایی برای پیرمردها نیست (فیلم) | برادران کوئن               | Joel Coen, Ethan Coen, اسکات رودین                                                                                                |
| شصت و پنجمین مراسم گلدن گلوب   | خون به پا خواهد شد             | پل توماس اندرسن            | پل توماس اندرسن |
| شصت و ششمین مراسم گلدن گلوب    | میلیونر زاغه‌نشین               | دنی بویل                   | Christian Colson |
| شصت و ششمین مراسم گلدن گلوب    | مورد عجیب بنجامین باتن         | دیوید فینچر                | Kathleen Kennedy, فرانک مارشال (تهیه‌کننده), ری استارک                                                                             |
| شصت و ششمین مراسم گلدن گلوب    | فراست/نیکسون                   | Ron Howard                 | Tim Bevan, اریک فلنر، برایان گریزر، Ron Howard                                                                                    |
| شصت و ششمین مراسم گلدن گلوب    | کتاب‌خوان (فیلم ۲۰۰۸)           | Stephen Daldry             | آنتونی مینگلا، Sydney Pollack, Scott Rudin                                                                                        |
| شصت و ششمین مراسم گلدن گلوب    | جاده انقلابی                   | Sam Mendes                 | Bobby Cohen, Sam Mendes, Scott Rudin                                                                                              |
| شصت و هفتمین مراسم گلدن گلوب   | آواتار (فیلم ۲۰۰۹)             | جیمز کامرون                | جیمز کامرون and جان لاندو (تهیه‌کننده)                                                                                             |
| شصت و هفتمین مراسم گلدن گلوب   | مهلکه                          | کاترین بیگلو               | Kathryn Bigelow, مارک بول، نیکولا شارتیه، Tony Mark, Donall McCusker, Greg Shapiro                                                |
| شصت و هفتمین مراسم گلدن گلوب   | حرامزاده‌های لعنتی              | کوئنتین تارانتینو          | لارنس بندر |
| شصت و هفتمین مراسم گلدن گلوب   | گرانبها (فیلم ۲۰۰۹)            | لی دنیلز                   | Lisa Cortes, Sarah Siegel-Magness, Valerie Hoffman, Asger Hussain, Gary Magness, Mark G. Mathis, Berrgen Swason, Simone Sheffield |
| شصت و هفتمین مراسم گلدن گلوب   | بالا در آسمان (فیلم ۲۰۰۹)      | جیسون رایتمن               | Daniel Dubiecki, Jeffrey Clifford, ایوان رایتمن، Jason Reitman                                                                    |

## دهه ۲۰۱۰
| مراسم                           | فیلم                                    | کارگردان                   | تهیه‌کننده‌ها |
| ------------------------------- | --------------------------------------- | -------------------------- | --- |
| شصت و هشتمین مراسم گلدن گلوب    | شبکه اجتماعی (فیلم)                     | دیوید فینچر                | اسکات رودین، دینا برونتی، مایکل دلوکا، Ceán Chaffin                                                                                           |
| شصت و هشتمین مراسم گلدن گلوب    | قوی سیاه (فیلم ۲۰۱۰)                    | دارن آرونوفسکی             | مایک مدووی، Scott Franklin, Arnold Messer, Brian Oliver                                                                                       |
| شصت و هشتمین مراسم گلدن گلوب    | مشت‌زن (فیلم ۲۰۱۰)                       | دیوید او. راسل             | David Hoberman, Todd Lieberman, Ryan Kavanaugh, مارک والبرگ، Dorothy Aufiero, Paul Tamasy                                                     |
| شصت و هشتمین مراسم گلدن گلوب    | تلقین (فیلم)                            | کریستوفر نولان             | Christopher Nolan and اما توماس |
| شصت و هشتمین مراسم گلدن گلوب    | سخنرانی پادشاه                          | تام هوپر                   | این کنینگ، امیل شرمن، Gareth Unwin |
| شصت و نهمین مراسم گلدن گلوب     | زادگان                                  | الکساندر پین               | جیم برک (تهیه‌کننده فیلم), Alexander Payne, جیم تیلور (نویسنده)                                                                                |
| شصت و نهمین مراسم گلدن گلوب     | خدمتکاران (فیلم)                        | تیت تیلور                  | کریس کلمبوس (فیلم‌ساز), Michael Barnathan, Brunson Green                                                                                       |
| شصت و نهمین مراسم گلدن گلوب     | هوگو (فیلم)                             | مارتین اسکورسیزی           | جانی دپ، Timothy Headington, گراهام کینگ، Martin Scorsese                                                                                     |
| شصت و نهمین مراسم گلدن گلوب     | نیمه ماه مارس (فیلم)                    | جرج کلونی                  | George Clooney, گرانت هسلو، Brian Oliver |
| شصت و نهمین مراسم گلدن گلوب     | مانیبال                                 | بنت میلر                   | مایکل دلوکا، Rachael Horovitz, برد پیت |
| شصت و نهمین مراسم گلدن گلوب     | اسب جنگی                                | استیون اسپیلبرگ            | Steven Spielberg, کاتلین کندی (تهیه‌کننده) |
| هفتادمین مراسم گلدن گلوب        | آرگو (فیلم ۲۰۱۲)                        | بن افلک                    | Ben Affleck, جرج کلونی، گرانت هسلو |
| هفتادمین مراسم گلدن گلوب        | جنگوی زنجیرگسسته                        | کوئنتین تارانتینو          | استیسی شر، Reginald Hudlin, Pilar Savone |
| هفتادمین مراسم گلدن گلوب        | زندگی پی (فیلم)                         | انگ لی                     | Ang Lee, Gil Netter, David Womark |
| هفتادمین مراسم گلدن گلوب        | لینکلن (فیلم ۲۰۱۲)                      | استیون اسپیلبرگ            | Steven Spielberg, کاتلین کندی (تهیه‌کننده) |
| هفتادمین مراسم گلدن گلوب        | سی دقیقه پس از نیمه‌شب                   | کاترین بیگلو               | Kathryn Bigelow, Colin Wilson, Greg Shapiro, Ted Schipper, مگان الیسون                                                                        |
| هفتاد و یکمین مراسم گلدن گلوب   | ۱۲ سال بردگی                            | استیو مک‌کوئین (کارگردان)   | برد پیت، دده گاردنر، جرمی کلاینر، Bill Pohlad, Steve McQueen, آرنان میلشان، Anthony Katagas                                                   |
| هفتاد و یکمین مراسم گلدن گلوب   | کاپیتان فیلیپس (فیلم)                   | پل گرینگرس                 | مایکل دلوکا، دینا برونتی، اسکات رودین |
| هفتاد و یکمین مراسم گلدن گلوب   | جاذبه (فیلم)                            | آلفونسو کوارون             | Alfonso Cuarón, دیوید هیمن |
| هفتاد و یکمین مراسم گلدن گلوب   | فیلومنا                                 | استیون فریرز               | Gabrielle Tana, استیو کوگان، تریسی سیوارد |
| هفتاد و یکمین مراسم گلدن گلوب   | شتاب (فیلم ۲۰۱۳)                        | ران هاوارد                 | اندرو ایتون، اریک فلنر، Brian Oliver, پیتر مورگان، برایان گریزر، Ron Howard                                                                   |
| هفتاد و دومین مراسم گلدن گلوب   | پسرانگی                                 | ریچارد لینکلیتر            | Richard Linklater, کاتلین ساترلند، Jonathan Sehring, John Sloss                                                                               |
| هفتاد و دومین مراسم گلدن گلوب   | فاکس‌کچر (فیلم)                          | بنت میلر                   | Bennett Miller, مگان الیسون، Jon Kilik, Anthony Bregman                                                                                       |
| هفتاد و دومین مراسم گلدن گلوب   | بازی تقلید                              | مورتن تیلدام               | Nora Grossman, Ido Ostrowsky, Teddy Schwarzman                                                                                                |
| هفتاد و دومین مراسم گلدن گلوب   | سلما (فیلم)                             | ایوا دوورنی                | دده گاردنر، جرمی کلاینر، Christian Colson, اپرا وینفری                                                                                        |
| هفتاد و دومین مراسم گلدن گلوب   | نظریه همه‌چیز (فیلم ۲۰۱۴)                | جیمز مارش                  | تیم بوان، اریک فلنر، Lisa Bruce, آنتونی مک‌کارتن                                                                                               |
| هفتاد و سومین مراسم گلدن گلوب   | بازگشته (فیلم ۲۰۱۵)                     | الخاندرو گونسالس اینیاریتو | استیو گولین، Alejandro G. Iñárritu, آرنان میلشان، ماری پارنت، کیث ردمن                                                                        |
| هفتاد و سومین مراسم گلدن گلوب   | کارول (فیلم)                            | تاد هینز                   | الیزابت کارلسن، Christine Vachon, استیون وولی                                                                                                 |
| هفتاد و سومین مراسم گلدن گلوب   | مکس دیوانه: جاده خشم                    | جرج میلر (کارگردان)        | داگ میتچل، George Miller, P. J. Voeten |
| هفتاد و سومین مراسم گلدن گلوب   | اتاق (فیلم ۲۰۱۵)                        | لنی آبراهامسون             | Ed Guiney, David Gross |
| هفتاد و سومین مراسم گلدن گلوب   | اسپات‌لایت (فیلم ۲۰۱۵)                   | توماس مک‌کارتی (هنرپیشه)    | استیو گولین، Blye Pagon Faust, Nicole Rocklin, مایکل شوگر                                                                                     |
| هفتاد و چهارمین مراسم گلدن گلوب | مهتاب (فیلم ۲۰۱۶)                       | بری جنکینز                 | دده گاردنر، جرمی کلاینر، آدل رومانسکی |
| هفتاد و چهارمین مراسم گلدن گلوب | ستیغ هک‌سا                               | مل گیبسون                  | Terry Benedict, Paul Currie, بروس دیوی، William D. Johnson, بیل مکانیک، Brian Oliver, دیوید پرموت                                             |
| هفتاد و چهارمین مراسم گلدن گلوب | اگر سنگ از آسمان ببارد                  | دیوید مکنزی                | پیتر برگ، Carla Hacken, Sidney Kimmel, Gigi Pritzker, Rachel Shane, Julie Yorn                                                                |
| هفتاد و چهارمین مراسم گلدن گلوب | شیر (فیلم ۲۰۱۶)                         | گارث دیویس                 | این کنینگ، Angie Fielder, امیل شرمن |
| هفتاد و چهارمین مراسم گلدن گلوب | منچستر بای د سی                         | کنت لونرگان                | Lauren Beck, مت دیمون، Chris Moore, Kimberly Steward, کوین جی. والش                                                                           |
| هفتاد و پنجمین مراسم گلدن گلوب  | سه بیلبورد خارج از ابینگ، میزوری        | مارتین مک‌دونا              | گراهام برودبنت، Pete Czernin, Martin McDonagh                                                                                                 |
| هفتاد و پنجمین مراسم گلدن گلوب  | مرا با نامت صدا کن (فیلم)               | لوکا گوادانینو             | Peter Spears, Luca Guadagnino, Emilie Georges, Rodrigo Teixeira, Marco Morabito, جیمز آیووری، Howard Rosenman                                 |
| هفتاد و پنجمین مراسم گلدن گلوب  | دانکرک (فیلم ۲۰۱۷)                      | کریستوفر نولان             | Christopher Nolan and اما توماس |
| هفتاد و پنجمین مراسم گلدن گلوب  | پست (فیلم)                              | استیون اسپیلبرگ            | Steven Spielberg, کریستی ماکوسکو کریگر، ایمی پاسکال                                                                                           |
| هفتاد و پنجمین مراسم گلدن گلوب  | شکل آب                                  | گیرمو دل تورو              | Guillermo del Toro and J. Miles Dale |
| هفتاد و ششمین مراسم گلدن گلوب   | بوهمین راپسودی (فیلم)                   | برایان سینگر               | گراهام کینگ and Jim Beach |
| هفتاد و ششمین مراسم گلدن گلوب   | پلنگ سیاه (فیلم ۲۰۱۸)                   | رایان کوگلر                | کوین فایگی |
| هفتاد و ششمین مراسم گلدن گلوب   | بلکککلنزمن                              | اسپایک لی                  | Sean McKittrick, جیسون بلام، Raymond Mansfield, Shaun Redick, جوردن پیل، Spike Lee                                                            |
| هفتاد و ششمین مراسم گلدن گلوب   | اگر خیابان بیل می‌توانست حرف بزند (فیلم) | بری جنکینز                 | آدل رومانسکی، Sara Murphy, Barry Jenkins, دده گاردنر، جرمی کلاینر                                                                             |
| هفتاد و ششمین مراسم گلدن گلوب   | ستاره‌ای متولد شده‌است (فیلم ۲۰۱۸)        | بردلی کوپر                 | Bill Gerber, Bradley Cooper, Lynette Howell Taylor                                                                                            |
| هفتاد و هفتمین مراسم گلدن گلوب  | ۱۹۱۷ (فیلم ۲۰۱۹)                        | سم مندس                    | Sam Mendes, پیپا هریس، Jayne-Ann Tenggren, Callum McDougall, and Brian Oliver                                                                 |
| هفتاد و هفتمین مراسم گلدن گلوب  | مرد ایرلندی (فیلم ۲۰۱۹)                 | مارتین اسکورسیزی           | Martin Scorsese, رابرت دنیرو، جین رزنتال، اما تیلینگر کوسکوف، اروین وینکلر، Gerald Chamales, گاستون پاولوویچ، رندال امت، Gabriele Israilovici |
| هفتاد و هفتمین مراسم گلدن گلوب  | جوکر (فیلم ۲۰۱۹)                        | تاد فیلیپس                 | Todd Phillips, بردلی کوپر، اما تیلینگر کوسکوف                                                                                                 |
| هفتاد و هفتمین مراسم گلدن گلوب  | داستان ازدواج                           | نوآ بامباک                 | دیوید هیمن، Noah Baumbach |
| هفتاد و هفتمین مراسم گلدن گلوب  | دو پاپ                                  | فرناندو میرلس              | دن لین، Jonathan Eirich, تریسی سیوارد |

## دهه ۲۰۲۰
| مراسم                          | فیلم                | کارگردان            | تهیه‌کننده‌ها                                                                                       |
| ------------------------------ | ------------------- | ------------------- | ------------------------------------------------------------------------------------------------- |
| هفتاد و هشتمین مراسم گلدن گلوب | سرزمین خانه‌به‌دوش‌ها  | کلویی ژائو          | فرانسیس مک‌دورمند، Peter Spears, Mollye Asher, Dan Janvey, Chloé Zhao                              |
| هفتاد و هشتمین مراسم گلدن گلوب | پدر (فیلم ۲۰۲۰)     | فلوریان زلر         | دیوید پارفیت، Jean-Louis Livi, Philippe Carcassonne                                               |
| هفتاد و هشتمین مراسم گلدن گلوب | منک                 | دیوید فینچر         | Ceán Chaffin, اریک راث، Douglas Urbanski                                                          |
| هفتاد و هشتمین مراسم گلدن گلوب | زن جوان آتیه‌دار     | امرالد فنل          | Josey McNamara, Ben Browning, Ashley Fox, Emerald Fennell                                         |
| هفتاد و هشتمین مراسم گلدن گلوب | دادگاه شیکاگو هفت   | آرون سورکین         | Stuart M. Besser, مارک پلت                                                                        |
| هفتاد و نهمین مراسم گلدن گلوب  | قدرت سگ (فیلم ۲۰۲۱) | جین کمپیون          | امیل شرمن، این کنینگ، راجر فراپیر، Jane Campion, تانیا سقاچیان                                    |
| هفتاد و نهمین مراسم گلدن گلوب  | بلفاست (فیلم)       | کنت برانا           | Laura Berwick, Kenneth Branagh, Becca Kovacik, Tamar Thomas                                       |
| هفتاد و نهمین مراسم گلدن گلوب  | کودا (فیلم ۲۰۲۱)    | شان هیدر            | Fabrice Gianfermi, Philippe Rousselet, Jerôme Seydoux, Patrick Wachsberger                        |
| هفتاد و نهمین مراسم گلدن گلوب  | تلماسه (فیلم ۲۰۲۱)  | دنی ویلنوو          | ماری پارنت، Denis Villeneuve, Cale Boyter, Joe Caracciolo Jr.                                     |
| هفتاد و نهمین مراسم گلدن گلوب  | شاه ریچارد (فیلم)   | رینالدو مارکوس گرین | Tim White, Trevor White, ویل اسمیت                                                                |
| هشتادمین مراسم گلدن گلوب       | خانواده فیبلمن      | استیون اسپیلبرگ     | کریستی ماکوسکو کریگر، Steven Spielberg, تونی کوشنر                                                |
| هشتادمین مراسم گلدن گلوب       | آواتار: راه آب      | جیمز کامرون         | James Cameron, جاون لانداو                                                                        |
| هشتادمین مراسم گلدن گلوب       | الویس (فیلم ۲۰۲۲)   | باز لورمن           | Baz Luhrmann, کاترین مارتین (طراح), Gail Berman, Patrick McCormick, Schuyler Weiss                |
| هشتادمین مراسم گلدن گلوب       | تار (فیلم)          | تاد فیلد            | Todd Field, Alexandra Milchan, Scott Lambert                                                      |
| هشتادمین مراسم گلدن گلوب       | تاپ گان: ماوریک     | جوزف کوشینسکی       | جری بروکهایمر، تام کروز، کریستوفر مک‌کوری، دیوید الیسون                                            |
| هشتاد و یکمین مراسم گلدن گلوب  | اوپنهایمر (فیلم)    | کریستوفر نولان      | اما توماس، چارلز روون، Christopher Nolan                                                          |
| هشتاد و یکمین مراسم گلدن گلوب  | آناتومی یک سقوط     | ژوستین تریه         | Marie-Ange Luciani, David Thion                                                                   |
| هشتاد و یکمین مراسم گلدن گلوب  | قاتلان ماه گل       | مارتین اسکورسیزی    | دن فریدکین، Bradley Thomas, Martin Scorsese, Daniel Lupi                                          |
| هشتاد و یکمین مراسم گلدن گلوب  | مایسترو (فیلم ۲۰۲۳) | بردلی کوپر          | مارتین اسکورسیزی، استیون اسپیلبرگ، Bradley Cooper, Fred Berner, Amy Durning, کریستی ماکوسکو کریگر |
| هشتاد و یکمین مراسم گلدن گلوب  | زندگی‌های گذشته      | سلین سونگ           | David Hinojosa, Christine Vachon, Pamela Koffler                                                  |
| هشتاد و یکمین مراسم گلدن گلوب  | منطقه مورد علاقه    | جاناتان گلیزر       | James Wilson, Ewa Puszczyńska                                                                     |